# VI Governo Provisório de Portugal
O VI Governo Provisório foi o último dos governos provisórios da Terceira República Portuguesa, tendo tomado posse a 19 de setembro de 1975. Foi chefiado por José Pinheiro de Azevedo, que seria substituído a 23 de junho de 1976, de forma interina, devido a um problema de saúde, por Vasco Almeida e Costa.
A 23 de julho de 1976 entrou em funções o I Governo Constitucional, chefiado pelo primeiro-ministro Mário Soares, constituído após a eleição e tomada de posse do presidente da República António Ramalho Eanes.

## Composição
A sua constituição era a seguinte:
Legenda de cores
| Cargo                                          | Detentor | Detentor                                     | Detentor | Período                                          |
| ---------------------------------------------- | -------- | -------------------------------------------- | -------- | ------------------------------------------------ |
| Primeiro-ministro                              |          | José Pinheiro de Azevedo (1917–1983)         |          | 19 de setembro de 1975 a 23 de julho de 1976     |
| Primeiro-ministro                              |          | Vasco Almeida e Costa (interino) (1932–2010) |          | 23 de junho de 1976 a 23 de julho de 1976        |
| Ministro da Defesa Nacional                    |          | José Pinheiro de Azevedo (1917–1983)         |          | 19 de setembro de 1975 a 23 de julho de 1976     |
| Ministro da Administração Interna              |          | Vasco Almeida e Costa (1932–2010)            |          | 19 de setembro de 1975 a 23 de julho de 1976     |
| Ministro da Justiça                            |          | João de Deus Pinheiro Farinha (1919–1994)    |          | 19 de setembro de 1975 a 23 de julho de 1976     |
| Ministro das Finanças                          |          | Francisco Salgado Zenha (1923–1993)          |          | 19 de setembro de 1975 a 23 de julho de 1976     |
| Ministro dos Negócios Estrangeiros             |          | Ernesto Melo Antunes (1933–1999)             |          | 19 de setembro de 1975 a 23 de julho de 1976     |
| Ministro do Equipamento Social                 |          | Álvaro Veiga de Oliveira (1929–2006)         |          | 19 de setembro de 1975 a 10 de fevereiro de 1976 |
| Ministro das Obras Públicas                    |          | Álvaro Veiga de Oliveira (1929–2006)         |          | 10 de fevereiro de 1976 a 23 de julho de 1976    |
| Ministro da Habitação, Urbanismo e Construção  |          | Eduardo Pereira (1927–2015)                  |          | 10 de fevereiro de 1976 a 23 de julho de 1976    |
| Ministro da Educação e Investigação Científica |          | Vítor Alves (1935–2011)                      |          | 19 de setembro de 1975 a 23 de julho de 1976     |
| Ministro da Agricultura e Pescas               |          | António Lopes Cardoso (1933–2000)            |          | 19 de setembro de 1975 a 23 de julho de 1976     |
| Ministro do Comércio Externo                   |          | Jorge Campinos (1937–1993)                   |          | 19 de setembro de 1975 a 23 de julho de 1976     |
| Ministro do Comércio Interno                   |          | Joaquim Magalhães Mota (1935–2007)           |          | 19 de setembro de 1975 a 23 de julho de 1976     |
| Ministro da Indústria e Tecnologia             |          | Luís Marques do Carmo (1930–)                |          | 19 de setembro de 1975 a 3 de janeiro de 1976    |
| Ministro da Indústria e Tecnologia             |          | Cargo vago                                   |          | 3 de janeiro de 1976 a 6 de janeiro de 1976      |
| Ministro da Indústria e Tecnologia             |          | Walter Rosa (1919–2017)                      |          | 6 de janeiro de 1976 a 23 de julho de 1976       |
| Ministro do Trabalho                           |          | João Pedro Tomaz Rosa (n/d–n/d)              |          | 19 de setembro de 1975 a 23 de julho de 1976     |
| Ministro dos Assuntos Sociais                  |          | Jorge Sá Borges (1933–2009)                  |          | 19 de setembro de 1975 a 29 de dezembro de 1975  |
| Ministro dos Assuntos Sociais                  |          | Cargo vago                                   |          | 29 de dezembro de 1975 a 2 de janeiro de 1976    |
| Ministro dos Assuntos Sociais                  |          | Rui Machete (1940–)                          |          | 2 de janeiro de 1976 a 23 de julho de 1976       |
| Ministro dos Transportes e Comunicações        |          | Walter Rosa (1919–2017)                      |          | 19 de setembro de 1975 a 6 de janeiro de 1976    |
| Ministro dos Transportes e Comunicações        |          | José Augusto Fernandes (n/d–n/d)             |          | 6 de janeiro de 1976 a 23 de julho de 1976       |
| Ministro da Comunicação Social                 |          | António de Almeida Santos (1926–2016)        |          | 19 de setembro de 1975 a 23 de julho de 1976     |
| Ministro da Cooperação                         |          | Vítor Crespo (1932–2014)                     |          | 26 de setembro de 1975 a 23 de julho de 1976     |